# Everyone Dies in Utah
Everyone Dies in Utah ist eine 2008 gegründete Post-Hardcore-Band aus Temple, Texas.

## Geschichte

### Gründung und Zeit bei Tragic Hero Records
Everyone Dies in Utah wurde im Jahr 2008 in Temple im US-amerikanischen Bundesstaat Texas gegründet und besteht nach mehreren Wechseln in der Besetzung aus Sänger Danny Martinez, den beiden Gitarristen Cameron Easter und Brandon Allen, aus Bassist Daniel Tharp, dem Keyboarder Trey Golden und Schlagzeuger Nathan Chase-Meadows. Ehemalige Musiker sind Schlagzeuger Justin Morgan, Gitarrist Taylor Bagley, sowie die beiden Sänger Justin Yost und Michael Crimlis. Letzterer spielte zuvor bereits bei Us, From Outside. Das erste Konzert der Gruppe fand im Rahmen eines Battle of the Bands-Wettbewerbes statt, wobei die Musiker zu diesem Zeitpunkt noch keinen Namen für ihre Band gefunden hatten.
Ein Jahr nach der Gründung erschien mit I Hope You Know This Means War eine EP, die in Eigenproduktion entstand. Mitte des Jahres 2010 wurde die Gruppe von Tragic Hero Records unter Vertrag genommen. Im Februar des folgenden Jahres folgte die Herausgabe des Debütalbums Seeing Clearly. Direkt im Anschluss folgte eine Konzertreise entlang der Westküste der Vereinigten Staaten, die von Eyes Like Diamonds begleitet wurde. Im Juli 2012 folgte die Veröffentlichung des zweiten Albums +//- Polarities. Zwischen dem 7. und 22. September 2012 absolvierte die Gruppe eine Konzertreise durch mehrere US-Bundesstaaten mit A Bullet for Pretty Boy, bevor im November gleichen Jahres eine weitere Tournee mit Affiance folgte.
Im Sommer des Jahres 2013 war die Band Teil der seit 2008 jährlich ausgetragenen Scream the Prayer Tour, bei der Impending Doom als Headliner fungierte und von Silent Planet, Fit for a King, Gideon, Wolves at the Gate und The Great Commission begleitet wurde. Im November gleichen Jahres folgte mit der Herausgabe von Neutral Ground, welches von Jim Wert, der bereits mit Incubus und A Skylit Drive arbeitete, das dritte Album über Tragic Hero. Zwischen dem 8. Mai und dem 14. Juni 2014 absolvierte die Gruppe eine weitere Konzertreise durch die Vereinigten Staaten, die von Kingdom of Giants und InDirections begleitet wurde.

### Unterschrift bei InVogue Records
Nachdem sich die Band im Jahr 2014 von ihrem bisherigen Label trennten und im gleichen Jahr die Single Exodus herausgaben, wurden die Musiker im Dezember des Jahres 2015 von inVogue Records unter Vertrag genommen. Im April und Mai 2015 tourte die Band mit Lions Lions durch die Staaten. Anfang Oktober des Jahres 2016 erschien mit dem nach der Band benannten Album ihr erstes Werk über inVogue Records und das Vierte ihrer Karriere insgesamt. Unmittelbar nach Veröffentlichung des Albums absolvierte die Band gemeinsam mit Conspire, Glass Houses und Convictions zwischen dem 10. und 22. Oktober eine Tournee durch mehrere Bundesstaaten der Vereinigten Staaten.
Anlässlich der im Mai stattfindenden Mental Health Awareness Month veröffentlichte die Band mit X im Mai 2018 eine neue Single, die durch die Verlobte des Sängers Danny Martinez inspiriert wurde.

## Musik
Die Musik von Everyone Dies in Utah ist im Post-Hardcore verwurzelt. Allerdings erinnere die eher düster gehaltene Ballade Simple Me//2 an die früheren Werke der kanadischen Hardcore-Band Grade, während die von der Band verwendeten Breakdowns in diversen Stücken der Gruppe an Meshuggah erinnern. Dabei mischt die Band Elemente des Screamo mit dem Metalcore. Durch die Verwendung von Stilelementen des Ambient und atmosphärischer Rockmusik sind Ähnlichkeiten zu Bands wie Crown the Empire und The Word Alive zu erkennen.

## Bandname
Die Musiker sollten zu Beginn ihrer Karriere ihr erstes Konzert im Rahmen eines Battle of the Bands-Wettbewerbes spielen. Zu diesem Zeitpunkt hatten die Musiker, die zu dieser Zeit noch die Highschool besuchten, noch keinen Namen für ihre Gruppe, die sie dem Promoter hätten mitteilen können. In einem Schulbuch stand, dass Utah die höchste Mortalitätsrate in den Vereinigten Staaten habe. Dies diente den Musikern als Inspiration für ihren Bandnamen.

## Diskografie
- 2009: I Hope You Know This Means War (EP, Eigenproduktion)
- 2011: Seeing Clearly (Album, Tragic Hero Records)
- 2012: +//- Polarities (Album, Tragic Hero Records)
- 2013: Neutral Ground (Album, Tragic Hero Records)
- 2015: A Tribute to Taking Back Sunday (Tribute-Album, mit dem Stück A Decade Under the Influence vertreten, Pacific Ridge Records[19])
- 2016: Everyone Dies in Utah (Album, inVogue Records)